# 伊丽莎白公寓
伊丽莎白公寓（英語：Elizabeth Apartments）现名复中公寓，位于上海市徐汇区复兴中路1327号，复兴中路南侧，毗邻新康花园和黑石公寓，是一幢历史公寓住宅。

## 概况
伊丽莎白公寓建于1930年，自建成后至太平洋战争前，公寓内居住的几乎都是外侨，分别来自英、法、美、奥等不同的国家。其中有一家杜达公司曾在公寓内的42号房间办公。现时公寓内几乎全为居民住宅。2005年，伊丽莎白公寓列为第四批上海市优秀历史建筑。

## 建筑特色
伊丽莎白公寓占地面积321平方米，建筑面积1646平方米，为五层钢筋混凝土结构建筑。建筑平面成工字形；立面简洁，布局得体，具有装饰艺术的特征。建筑北立面竖直方向三段划分，基本左右对称，中间略凹进，两边转角处设有圆形角楼。窗户竖向排列，各窗户之下的墙面以红砖装饰，其中中部的红砖呈三角形突出。立面中部二层以上有两条白色竖线直达檐口。建筑其余各立面则较为简洁。
公寓内部布局对称，其中部为主楼梯间，连接每层的三户住宅。公寓两侧的圆形角楼也为楼梯间，原为仆人进出公寓的通道。